# لحيمة دمعية
اللحيمة الدمعية هو عقيدة صغيرة حمراء أو وردية اللون، مخروطية أو كروية الشكل، توجد عند زاوية العين الوسطية (الداخلية)، وتملأ البحيرة الدمعية. تتكون من قطعة صغيرة من الجلد تغطي غددا دهنية وغددا عرقية. على الناحية الطرفية منها توجد ثنية الملتحمة الهلالية.